# USS Prince William (CVE-31)
USS Prince William (CVE-31) (wcześniej AVG-31, później ACV-31)– amerykański lotniskowiec eskortowy typu Bogue. 
Został zamówiony jako MC Hull 242. Stępkę okrętu położono 18 maja 1942 w stoczni Seattle-Tacoma Shipbuilding Corporation. Zwodowano go 23 sierpnia 1942, matką chrzestną była pani Foley. Jednostka weszła do służby w US Navy 9 kwietnia 1943, jej pierwszym dowódcą był Captain Herbert E. Regan .
Okręt był w służbie w czasie II wojny światowej. Działał głównie jako jednostka szkolna i transportująca samoloty na Pacyfiku.
Wycofany ze służby 29 sierpnia 1946 został sprzedany na złom do Japonii w marcu 1961.